# MS 에스토니아

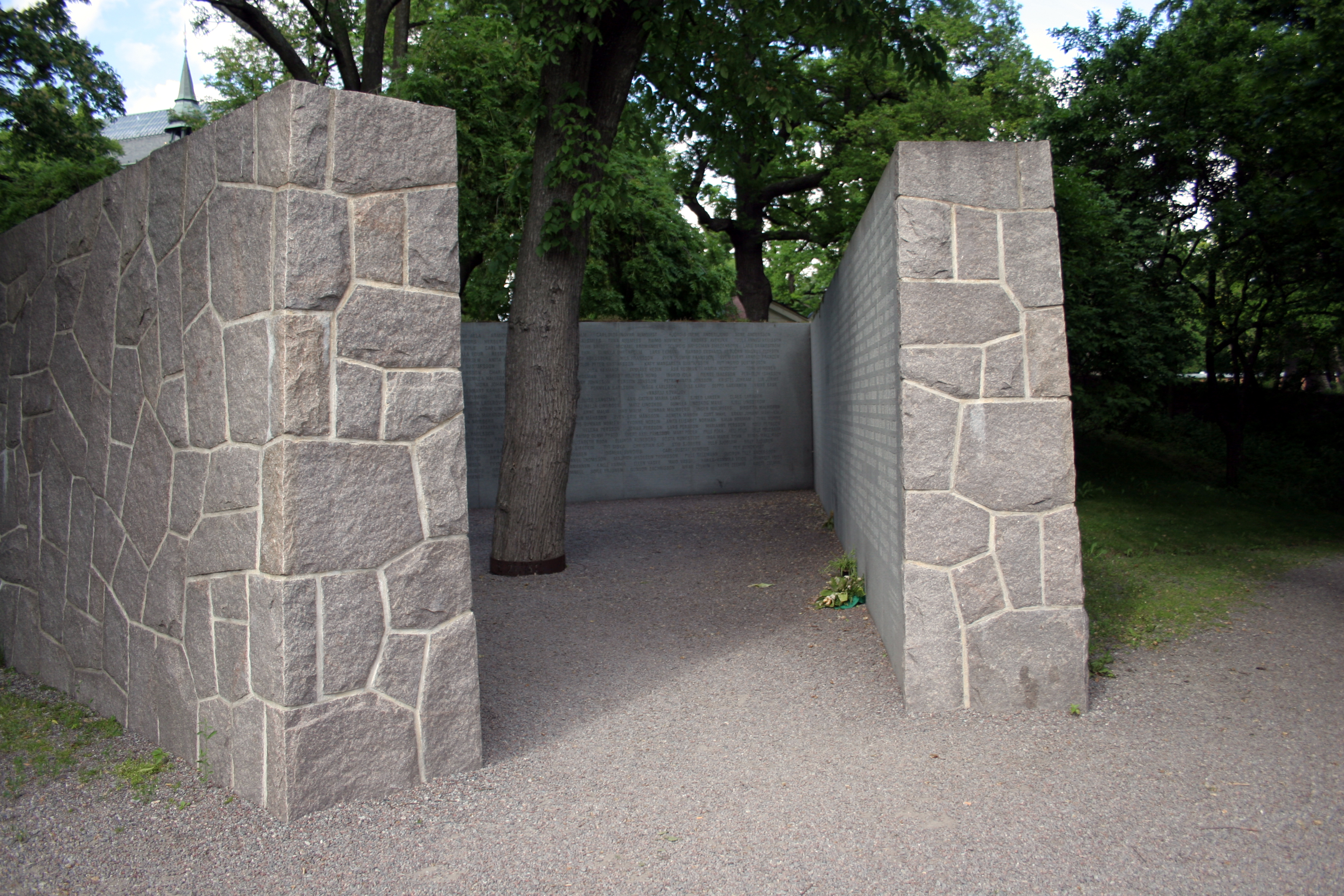
스웨덴 스톡홀롬에 세워진 에스토니아호 희생자 추모비. 스웨덴인 501명이 사망해 가장 많은 피해를 입었다.

에스토니아호는 에스토니아 국적의 배수량 15,000톤 로로 여객선이다. 독일 파펜부르크의 마이어 베르프트 조선소에서 1980년 4월 26일 진수되었다. 1994년 침몰하여 852명이 사망해, 전시가 아닌 평시에 발트해에서 발생한 사고중 20세기 최다 사망자를 낸 해양사고로 기록되었다.

## 마이어 베르프트
마이어 베르프트는 독일 최대 조선소로서, 전세계 최고급 크루즈 여객선을 건조하는 3대 조선소다. 세계에서 가장 최고급 선박 건조기술을 가졌다고 평가받는다.

## 침몰사고
1994년 9월 28일 0시 55분 (UTC+2), 에스토니아호는 발트해를 지나던 중에 좌초했다. 승객 803명과 승무원 186명으로 모두 989명이 탑승했다.
최종 조사보고서에 따르면, 당시의 기상은 거칠었다. 초속 15-20 m의 바람이 불었으며, 파고는 4–6 m였다. 발트해의 최고 파고는 7.7 m이다.
최초의 이상신호는 01시 00분 경에, 선체 하부에서 쾅 하는 소리가 들렸다. 제한적인 센서들만 있었는데, 체크해 보았을 때 아무 이상이 없었다. 01시 10분 경에, 다른 승객들도 쾅 하는 소리를 들었다. 01시 15분에 자동차 화물칸에 물이 들어오면서, 갑자기 선체가 30도 정도 옆으로 기울었다. 01시 30분 선체가 90도 옆으로 기울었다.
01시 22분 승무원이 무선으로 메이데이를 발신했다. 01시 50분에 인근의 선박 레이다에서 사라졌다. 핀란드 우퇴 섬으로부터 157도 방향으로 22 해리(41 km) 지점에, 수심 74–85 m 지점에 침몰했다.
너무나 갑작스럽게 90도로 넘어졌기 때문에, 승객들은 배 위의 구명정이 있는 곳으로 올라올 시간적 여유가 없었다. 배가 90도로 넘어지면, 함내에서의 이동은 거의 불가능에 가깝다. 승무원이 조난상황을 인지하여 무선으로 메이데이를 외친 때로부터 고작 8분만에 90도로 쓰러졌다. 8분만에 수백명의 승객을 대피시킬 수는 없다. 조난상황을 인지하자마자, 찰나에 90도로 쓰러졌다는 의미이다.
989명 중에 138명만 구조되었다. 구조된 사람 중 1명은 병원에서 사망했다. 선박이 34명, 헬리콥터가 104명을 구조했다. 55세 이상은 7명만 구조되었다. 12세 이하는 한 명도 구조되지 못했다. 선박에서 탈출한 사람 중 1/3은 저체온증으로 사망했다. 757명의 실종자 중에서 대략 650명의 시체는 수중에 침몰한 배 안에서 발견되었다.

## 조사보고서
에스토니아, 핀란드, 스웨덴 정부는 1994년 9월 29일 합동 사고 조사 위원회(The joint Estonian/Finnish/Swedish Accident Investigation Commission, JAIC)를 설립했다. 조사위원회는 1997년 12월 최종 보고서를 발간했다. 그밖에도 수많은 영어 논문들이 발표되었다.

## 같이 보기
- 로로선 사고 목록
- 세월호